# Mash-Up (Glee)
«Mash-Up» (titulado «Mix de canciones» en España) es el octavo episodio de la primera temporada de la serie de televisión estadounidense Glee. Fue escrito por el cocreador de la serie Ian Brennan y dirigido por Elodie Keene. Max Adler, Earlene Davis, James Earl, Patrick Gallagher, Gina Hecht, Bill A. Jones, Heather Morris, Naya Rivera, Harry Shum, Jr. y Dijon Talton forman el equipo de actores recurrentes y artistas invitados que aparecen en el episodio. El reparto versionó un total de cinco canciones para «Mash-Up», de las cuales tres fueron lanzadas como sencillos disponibles en descarga digital e incluidas en la primera banda sonora de la serie, Glee: The Music, Volume 1.
Will Schuester (Matthew Morrison) intenta crear un mashup para la boda de sus compañeros de trabajo Emma Pillsbury (Jayma Mays) y Ken Tanaka (Patrick Gallagher). Finn Hudson (Cory Monteith) y Quinn Fabray (Dianna Agron) descubren que ya no son populares en el instituto, y Rachel Berry (Lea Michele) y Noah Puckerman (Mark Salling), así como la entrenadora de los animadores Sue Sylvester (Jane Lynch) y el presentador de las noticias locales Rod Remington (Bill A. Jones) se implican sentimentalmente.
Fue estrenado por la cadena Fox en Estados Unidos el 21 de octubre de 2009 y reunió una audiencia media de 7,24 millones de espectadores.

## Trama
El episodio comienza cuando Dave Karofsky (Max Adler) le lanza una bebida granizada en la cara a Finn, aparentemente él y Quinn ya no son populares.
Ken y Emma le piden a Will que los ayude con el primer baile de su boda. Emma quiere la canción I Could Have Danced All Night de Frederick Loewe y Ken quiere Thong Song de Sisqó. Por lo tanto, le piden a Will que haga una mezcla entre ambas canciones y que le enseñe a Emma a bailar.
Will quiere que los chicos del Club Glee trabajen para mezclar fragmentos de canciones usando Bust A Move canción de Young MC pero ve que no tienen mucho interés en cantarla, así que Will hace su propia versión y la canta.
Finn y Quuen le piden consejos a Emma, quien le sugiere que sean como ellos mismos.
Will interpreta un solo de Thong Song con Emma mientras ella viste su vestido de novia, comienzan a bailar y en momento se tropiezan, cayendo al suelo y quedando uno encima del otro. Ken ve esto y se molesta.
Al día siguiente en la práctica del equipo de fútbol, los compañeros de equipo de Finn se burlan de él por su involucramiento  al Club Glee, Ken interviene y dice que está cansado que los chicos actúen tan individualmente y que deberían fucionar más como equipo. Además, les añade una práctica extra a la misma hora que práctica el coro. Finn, Puck, Matt y Mike tendrán que elegir entre el Club Glee y el equipo de fútbol.
Puck y Rachel trabajan en su canción en la casa de Rachel. Hacen una pausa y comienzan a besarse, mientras se besan Puck revela que su madre quería que su hijo saliera con una chica judía.
Al día siguiente Puck interpreta Sweet Caroline de Neil Diamond, todas las chicas (incluyendo Rachel, pero notablemente no Santana) se vuelven locas por él.
Finn y Quinn siguen recibiendo bebidas granizadas en la cara por parte de varios miembros del equipo de fútbol, ellos le dicen a Finn que será aún peor si elige ir a la práctica del Coro en vez de la del fútbol.
Sue comienza una relación con Rod Bill A.Jones, la estrella del canal donde ella trabaja y le pide ayuda a Will para que aprender a dar pasos de baile, luego Will la invita a Sue a un maratón de baile. Sue le cuenta a Will que Ken está haciendo que los chicos tengan que elegir entre el coro y el fútbol.
Will confronta a Ken acerca de las prácticas, Ken le admite que está cansado de que Emma esté tan interesada en Will. Will le dice que puede olvidarse de Emma, pero aun así Ken no cambiará la hora de la práctica.
Puck se da cuenta de que al estar enamorado de Rachel baja su nivel de popularidad, siente en carne propia lo feo del no ser popular, pero dice que aun así elegirá el fútbol antes que el coro y esto terminará su relación con Rachel.
Will va a encontrarse con Emma ya que ella le pide ayuda para elegir un vestido de novia que sea más apto para bailar, ambos bailan I Could Have Danced All Night, Will se detiene y le cuenta a Emma sobre la decisión de Ken, lo cual podría significar la ruptura del Club Glee. En la hora de la práctica los chicos del coro esperan para ver si algunos de los jugadores de fútbol elegirá el coro. Todos los jugadores eligen el coro, excepto Finn.
Al día siguiente, Finn intenta decidir si lanzarle una bebida granizada en la cara a Kurt o no. Aunque sabe que sus compañeros lo golpearán si no lo hace, Finn se arrepiente. Eventualmente, cuando Kurt ve a Finn viniendo con un vaso de bebida granizada, le agarra el vaso y se lo lanza a sí mismo en la cara, diciendo que se está sacrificando por el equipo, y le pregunta a Finn si alguno de sus compañeros de fútbol sería capaz de hacer lo mismo por él.
Finn le dice a Will que no volverá al Club Glee, Will le dice que el Club Glee es en donde pertenece.
Finn le lleva bebidas granizadas a los chicos del Club Glee como disculpas por haberse ido. Quinn cree que ahora que no es más miembro de los Cheerios comenzara cada día con una "granizada facial", pero Will le asegura que los chicos del Club Glee estarán ahí para ayudarla a limpiarse. El episodio termina cuando los chicos del Club Glee lanzan sus bebidas granizadas a Will.

## Producción
«Mash-Up» fue escrito por el cocreador de la serie Ian Brennan y dirigido por Elodie Keene. Los actores recurrentes que aparecen en el episodio son los miembros del coro Brittany S. Pierce (Heather Morris), Santana Lopez (Naya Rivera), Mike Chang (Harry Shum, Jr.) y Matt Rutherford (Dijon Talton), los deportistas Lipoff (Zack Lively), Dave Karofsky (Max Adler) y Ázimo (James Earl), el entrenador de fútbol americano Ken Tanaka (Patrick Gallagher), y los presentadores de las noticias locales Rod Remington (Bill A. Jones) y Andrea Carmichael (Earlene Davis). Gina Hecht interviene como artista invitada en el papel de la madre de Puck.

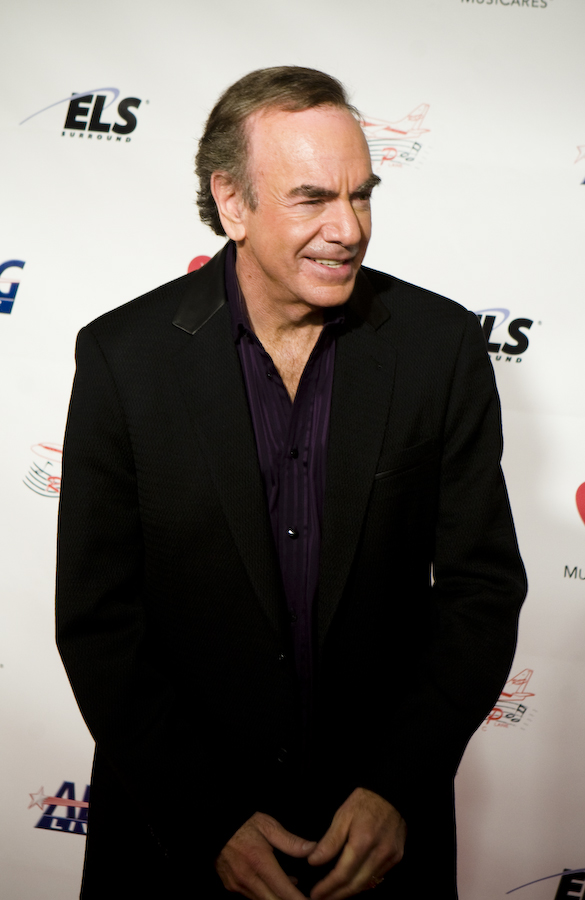
Neil Diamond (en la foto) se mostró reacio a conceder la licencia de su canción «Sweet Caroline» a Glee, pero finalmente elogió la versión de Mark Salling.

Cinco canciones son versionadas en el episodio. Will (Matthew Morrison) canta «Bust a Move» de Young MC ante sus alumnos en la sala del coro y «Thong Song» de Sisqó durante una clase de baile con Emma (Jayma Mays). Rachel (Lea Michele) realiza una versión de «What a Girl Wants» de Christina Aguilera durante un ensayo con Puck (Mark Salling) en su casa y este interpreta «Sweet Caroline» de Neil Diamond en la sala del coro. Por último, Emma canta «I Could Have Danced All Night» del musical My Fair Lady mientras ensaya su baile de boda con Will en una tienda de vestidos. Además, Will y Sue (Jane Lynch) bailan una versión instrumental de «Sing, Sing, Sing (With a Swing)» de Louis Prima en la sala del coro.
Neil Diamond se mostró reacio a conceder la licencia de «Sweet Caroline» a la serie y retiró la autorización después de que la versión fuera grabada. El supervisor musical de Glee P. J. Bloom lo convenció de reconsiderar su decisión y finalmente Diamond cedió la licencia de la canción y, además, la de «Hello Again» para que fuera versionada en un futuro. Tras la emisión del episodio, el cantante posteó su aprobación en Twitter.
Las grabaciones en estudio de «Bust a Move», «Thong Song» y «Sweet Caroline» fueron lanzadas como sencillos, disponibles en descarga digital. En las listas de éxitos estadounidense y canadiense, respectivamente, «Bust a Move» alcanzó las posiciones 93 y 78 y «Sweet Caroline» la 34 y la 22, así como la 37 en Australia. Ambas fueron incluidas en el álbum Glee: The Music, Volume 1. La grabación en estudio de «I Could Have Danced All Night» fue incluida como bonus track en los álbumes vendidos por Target.

## Recepción
El estreno de «Mash-Up» en Estados Unidos fue visto por una media de 7,24 millones de espectadores y obtuvo una cuota de pantalla de 3,2/8 en la franja demográfica 18-49. Glee fue el decimonoveno programa más visto de la semana en Canadá, con 1,52 millones de espectadores. En el Reino Unido, el episodio fue visto por 2,053 millones de espectadores (1,601 millón en E4 y 452 000 en E4+1), lo que convirtió a Glee en el programa más visto de la semana en ambas cadenas y en uno de los más vistos de la semana en la televisión por cable.
Raymund Flandez de The Wall Street Journal describió el episodio como "un punto desviado para Glee", comento que aunque había habido previamente la crítica de muchos de los personajes por ser "una sola nota", este episodio demostró que no era el caso, mostrando que Will tiene un lado divertido,Sue tiene sentimientos, y Puck es capaz de "sacar su aspecto serio" Andrea Reiher de Zap2it se alegró de que la esposa de Will, Terri no aparezca en el episodio, y comento:"me gusta Jessalyn Gilsig pero ese personaje se me vuelve cerrada,insoportable y loca". Eric Goldman de IGN clasificó al episodio 8.2/10,y escribió que él deseaba que la relación de Sue con Rod podría haber durado más de un episodio,como mínimo y hubiera sido divertido ver los feliz, en el amor deseando un poco más de tiempo, antes de su inevitable regreso al mal.
Tras la emisión de «Mash-Up», Joal Ryan de E! Online posteó una crítica a la que tituló «Glee es sensacional, pero la música no». En ella comentó la sobreproducción de su banda sonora e hizo notar el uso creciente de Auto-Tune en la serie. Señaló, a raíz de esto, que la voz de Cory Monteith había sido editada para que sonara como la de Cher y elogió interpretaciones «crudas» como la de «What a Girl Wants» por Lea Michele en este episodio. Además, calificó de «cuasi-fantástica» la versión de «I Could've Danced All Night» e indicó que las interpretaciones de «Thong Song» y «Bust a Move» por parte de Matthew Morrison sonaron «como si estuviera en un vídeo musical, no en un instituto suburbano». Michael Slezak de Entertainment Weekly describió la versión de «Bust A Move» como una «burda imitación» de la original y, aunque afirmó que se sentía «profundamente incómodo» cada vez que escuchaba la introducción y la «risa lasciva» de Morrison en «Thong Song», admitió que su versión era más comprensible que la original de Sisqó. Su compañero Dan Snierson, por el contrario, describió ambas interpretaciones como «bastante impresionantes» y Aly Semigran de MTV también disfrutó de ellas y escribió: «¡Queremos más!».
Los escritores de Glee también han sido elogiados por el contenido cómico del episodio;sobre todo la broma particular, (realizado a Lynch como Sue) la llamaron un "clásico instantáneo" por parte del escritor/productor de televisión Jane Espenson comento:

"Lo bonito de la broma es que requiere que vayas por delante de él, y entonces subvierte tus expectativas. Esto es extremadamente difícil de conseguir porque has de cerciorarte de que la audiencia va por delante del chiste, pero no puedes ser tan obvio al respecto que creas que se van a percatar del giro. Esta particular versión es motivo de alegria. Pienso totalmente que lo que lo hace funcionar es la violencia de la imagen final - no pierdes nada de la fuerza de la amenaza por no poner ninguna violencia contra el gatito"Jane Espenson
Blog Personal-- "The Dangling Kitten"